# Heeresgruppe Nordukraine
Die Heeresgruppe Nordukraine war ein Großverband des Heeres der Wehrmacht während des Zweiten Weltkrieges. Sie war Oberkommando jeweils wechselnder Armeen sowie zahlreicher Spezialtruppen.

## Geschichte
Die Heeresgruppe ging aus der Umbenennung der bisherigen Heeresgruppe Süd im Zuge der Ablösung des Generalfeldmarschalls Erich von Manstein durch den Generalfeldmarschall Walter Model am 30. März 1944 hervor.
Sie umfasste im April 1944 die 1. und 4. Panzerarmee sowie die ungarische 1. Armee. Zunächst musste die Krise bei der 1. Panzerarmee bereinigt werden, die im Zuge der Dnepr-Karpaten-Operation im Kessel von Kamenez-Podolski eingeschlossen worden war. Nach dem Beginn der Operation Bagration Ende Juni übernahm Model die Heeresgruppe Mitte und wurde zunächst stellvertretend durch Generaloberst Josef Harpe ersetzt. Von Mitte Juli bis Ende August 1944 stand sie dann der 1. Ukrainischen Front der Roten Armee in der Lwiw-Sandomierz-Operation gegenüber. Im August 1944 umfasste sie die 4. Panzerarmee, die 17. Armee und die Armeegruppe Heinrici und verteidigte in Galizien zwischen Karpaten und Pripjet-Sümpfen. Am 23. September 1944 wurde sie umbenannt in Heeresgruppe A.

## Oberbefehlshaber
- Generalfeldmarschall Walter Model – 31. März bis 16. August 1944
- Generaloberst Josef Harpe – 28. Juni (stellvertretend) bzw. 16. August (m.d.F.b.) bis 23. September 1944

## Chefs des Generalstabes
- Generalleutnant Theodor Busse – 1. April bis 10. Juli 1944
- Generalmajor Wolf-Dietrich von Xylander – 10. Juli bis 23. September 1944

## Unterstellte Großverbände
| Datum       | Unterstellte Großverbände                                                             |
| ----------- | ------------------------------------------------------------------------------------- |
| April 1944  | 4. Panzerarmee, 1. Panzerarmee, ungarische 1. Armee                                   |
| August 1944 | 4. Panzerarmee, 17. Armee, Armeegruppe Heinrici (1. Panzerarmee, ungarische 1. Armee) |